# NGC 7355
NGC 7355 (другие обозначения — PGC 69587, ESO 406-6) — спиральная галактика (Sb) в созвездии Журавль.
Этот объект входит в число перечисленных в оригинальной редакции «Нового общего каталога».